# Gilip
Gilip (grec antic: Γύλιππος, llatí: Gylippus), fill de Cleàndrides, fou un militar espartà. Va acompanyar al seu pare a l'exili el 445 aC (va ser a Turis) i després es va distingir a diverses guerres.
El divuitè any de la guerra del Peloponès els espartans van seguir el consell d'Alcibíades i van nominar a Gilip com a cap de l'expedició en ajut de Siracusa. Amb dues galeres d'Àsine i dues més de Corint (dirigides per Pitè) va embarcar cap a Lèucada, on va saber que el setge de Siracusa ja havia acabat i, d'acord amb Pitè, va decidir de no continuar endavant i esperar més reforços. Van anar a Tarent, d'on fou expulsat, i després a Turis, de la qual va assolir la ciutadania que ja havia guanyat el seu pare i on va intentar obtenir ajut.
Finalment, s'estava a Locres quan va rebre notícies que el setge de Siracusa no s'havia pogut completar encara, i va avançar cap a Sicília desembarcant a Hímera. Des d'aquí va iniciar les operacions per salvar Siracusa i va obtenir un èxit notable amb la captura del fortí de Làbdal i la matança de la seva guarnició i més tard amb la primera gran victòria siracusana que va netejar d'atenencs Epípoles (414 aC). Després va sortir de l'illa iva anar a buscar reforços però va tornar el 413 aC i va assaltar els fortins de Plemiri, que eren els dipòsits d'armament atenesos, i va continuar les seves victorioses operacions militars i es pot dir que fou part essencial en la derrota dels atenencs (413 aC).
Més tard, quan Atenes fou ocupada pels espartans, fou comissionat per Lisandre per portar a Esparta el tresor atenès i es va apropiar de trenta talents (una quantitat molt important), però fou descobert i condemnat a l'exili i després condemnat a mort en absència. Ateneu diu que va morir de fam però no indica si a l'exili o en virtut de la sentència.